# Фрател
Фрател (порт. Fratel)  —  населённый пункт и район в Португалии,  входит в округ Каштелу-Бранку. Является составной частью муниципалитета  Вила-Велья-де-Родан. По старому административному делению входил в провинцию Бейра-Байша. Входит в экономико-статистический  субрегион Бейра-Интериор-Сул, который входит в Центральный регион. Население составляет 760 человек на 2001 год. Занимает площадь 97,86 км².
Покровителем района считается Апостол Пётр (порт. São Pedro).